# Anoectangium eukilimandscharicum
Anoectangium eukilimandscharicum är en bladmossart som beskrevs av Hugh Neville Dixon 1937. Anoectangium eukilimandscharicum ingår i släktet Anoectangium och familjen Pottiaceae. Inga underarter finns listade i Catalogue of Life.